# Secostruma lethifera
Secostruma lethifera är en myrart som beskrevs av Bolton 1988. Secostruma lethifera ingår i släktet Secostruma och familjen myror. Inga underarter finns listade i Catalogue of Life.

## Bildgalleri

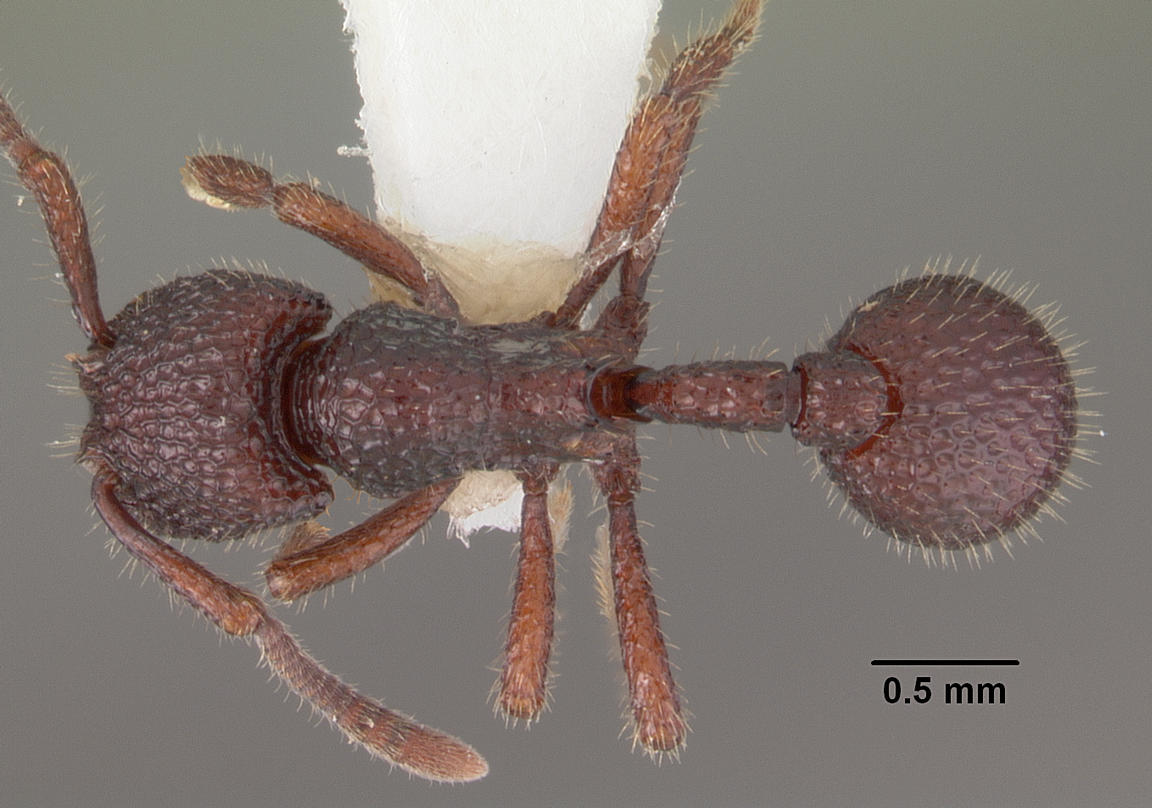
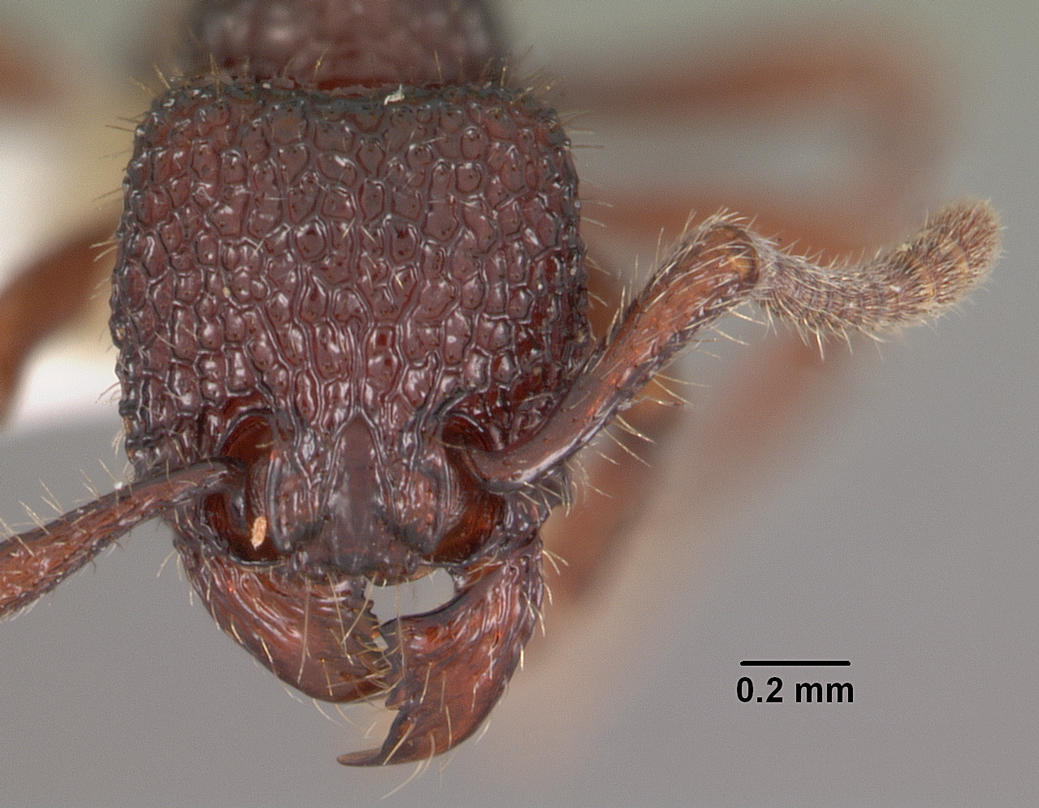
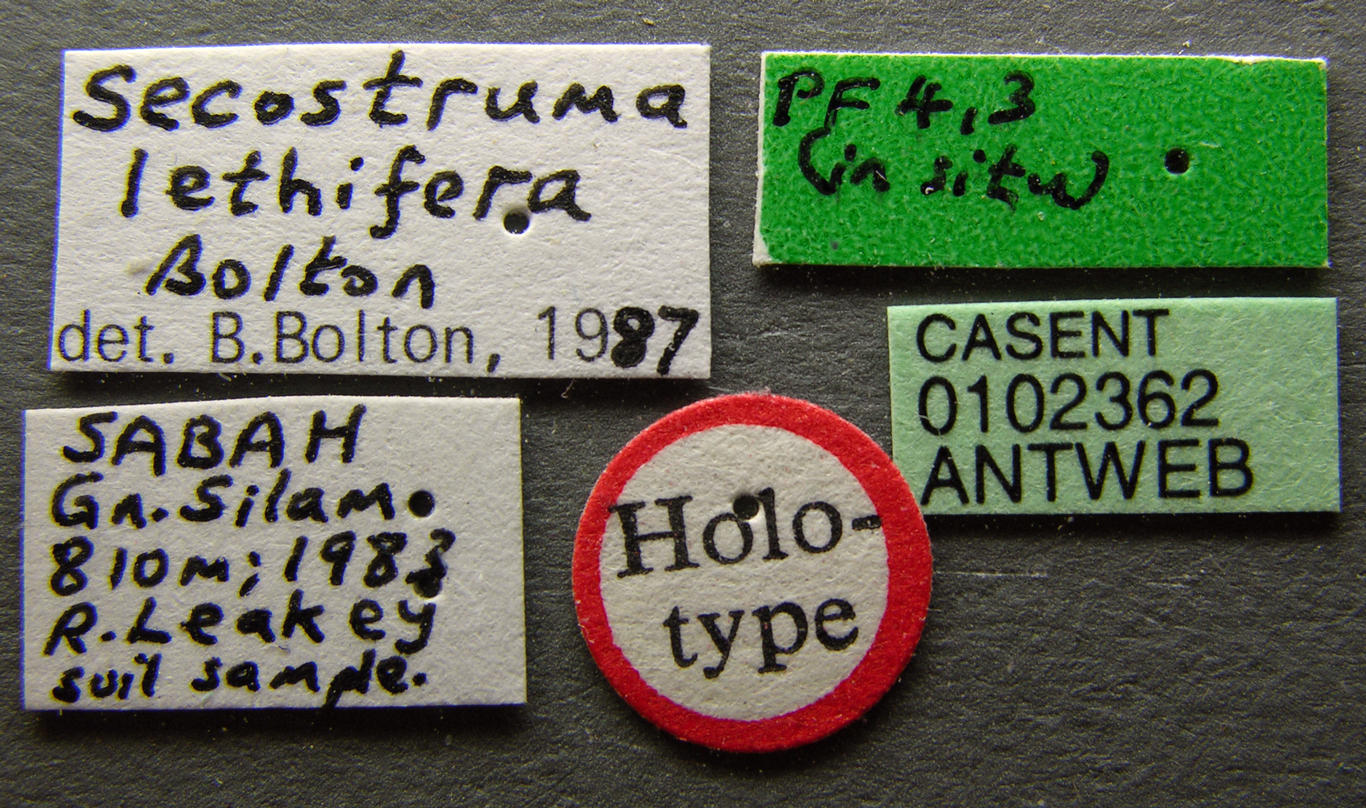
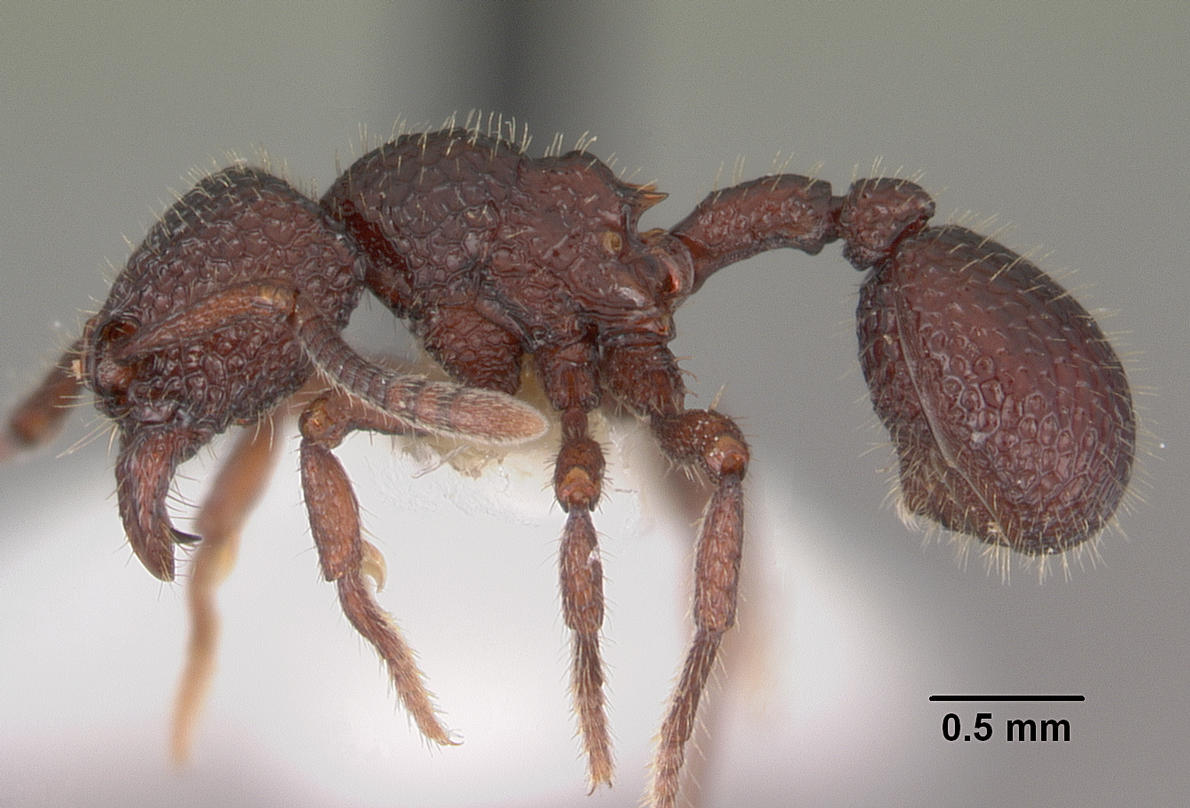